# Serdar Gürler
Serdar Gürler (in Frankreich auch Serdar Gurler; * 14. September 1991 in Haguenau im Elsass, Frankreich) ist ein französisch-türkischer Fußballspieler. Er besitzt die französische und die türkische Staatsangehörigkeit.

## Karriere

### Jugend
Serdar Gürler führte die Jugendmannschaft des FC Sochaux als Mannschaftskapitän ins Finale der Coupe Gambardella, das sie im Elfmeterschießen gegen die Jugend des FC Metz verlor.

### Verein
Gürler absolvierte sein Profidebüt am 10. April 2010 im Spiel gegen die AS Saint-Étienne in der Ligue 1; er wurde in der 79. Spielminute eingewechselt. Dieser Einsatz sollte auch sein einziger Einsatz in der Saison 2009/10 sein. In der Folgesaison kam er zu keinem Einsatz in der Ligue 1, während er im Ligapokal zum Einsatz kam. 2011/12 kam Gürler zu seinem zweiten Einsatz in der Ligue 1; erneut gegen die AS Saint-Étienne. Es war auch sein vorerst letztes Spiel in der Ligue 1.
Zur Saison 2012/13 ging Gürler in die Süper Lig und unterschrieb beim Aufsteiger Elazigspor. Hier etablierte er sich auf Anhieb zum Stammspieler und avancierte zu einem der Shooting-Stars der Saison 2012/13. Nachdem sein Verein zum Sommer 2014 den Klassenerhalt verfehlt hatte und in die TFF 1. Lig absteigen musste, wechselte Gürler zusammen mit seinem Teamkollegen Deniz Yılmaz zu Trabzonspor. Dabei zahlten die Nordtürken für Gürler eine Ablöse von 1,3 Millionen € an Elazigspor.
Für die Rückrunde der Saison 2014/15 wurde er an den Erstligisten Kayseri Erciyesspor ausgeliehen. Im Frühjahr 2016 verpflichtete ihn der Erstligist Gençlerbirliği Ankara. Bei diesem Verein etablierte er sich als Stammspieler und Leistungsträger. Besonders in der Saison 2016/17 gelang ihm sein Karrieredurchbruch. In dieser Spielzeit zählte er mit 13 Saisontoren zu den erfolgreichsten Torjägern dieser Spielzeit und wurde türkischer A-Nationalspieler. Gürler wechselte zum Stadt- und Ligarivalen Osmanlıspor FK und erhielt von diesem einen Dreijahresvertrag.
Nach der Süper Lig 2017/18 musste Osmanlispor in die TFF 1. Lig absteigen, womit Gürler Osmanlispor verließ und zum spanischen Erstligisten SD Huesca wechselte. Bei den Spaniern verweilte er nur eine halbe Saison und wurde von ihnen dann für die Dauer von eineinhalb Spielzeiten an Göztepe Izmir ausgeliehen. 2020 schloss er sich Antalyaspor an. Seit Juli 2021 steht er bei Konyaspor unter Vertrag.

### Nationalmannschaft
Nachdem Serdar Gürler bei Gençlerbirliği Ankara zum Stammspieler aufgestiegen war und zu über einen längeren Zeitraum überzeugen wusste, wurde er im Rahmen zweier A-Länderspiele zum ersten Mal in seiner Karriere im März 2017 vom Nationaltrainer Fatih Terim in das Aufgebot der türkischen Nationalmannschaft nominiert, blieb aber bei dieser ersten Nominierung ohne Einsatz.
Im Freundschaftsspiel vom gegen die moldauische Nationalmannschaft debütierte er für die türkische A-Nationalmannschaft.

## Erfolge
Türkische A2-Nationalmannschaft
- International Challenge Trophy: 2011–13

## Kontroverse
Nach seinem Wechsel zu SD Huesca erntete Gürler wegen eines Auswärtstrikots, auf dem ein rotes, großes Kruzifix abgebildet ist, Kritik von einigen türkischen Fans. Kritisiert wurde er dafür, wie man als Moslem solch ein Trikot tragen könne. Güler wies diese Vorwürfe zurück und erklärte auf seinem Instagram-Account, dass er vor jeder Religion Respekt habe und er auch froh ist, dass seine Religion in Spanien respektiert werde. Ein Trikot mit einem Kruzifix zu tragen würde ihn nicht automatisch zum Blasphemisten machen. Er sei nach wie vor gläubiger Moslem.